# هارالد هاگن
هارالد هاگن (انگلیسی: Harald Hagen; ۱۵ مارس ۱۹۰۲ – ۲۴ مهٔ ۱۹۷۰) قایقران قایق بادبانی اهل نروژ بود.